# Зейтман, Исай Михайлович
Исай Михайлович Зейтман (23 декабря 1899, Александрия, Херсонская губерния — 30 августа 1996, Москва) — советский и российский художник-импрессионист еврейского происхождения. Помимо графики и живописи, преподавал физику в Бауманском университете в Москве.

## Биография
Окончив хедер, учился в местной классической гимназии. В гимназические годы много рисовал.
В 1920 году уехал в Москву, в том же году был призван в армию и направлен в Петроград, служил в библиотечном отделе Политотдела. После демобилизации вернулся в Москву, работал в библиотеке Дома Союзов.
Окончив физико-математический факультет 2-го Московского университета, с 1934 года работал учителем математики и физики в детской еврейской школе-коммуне в подмосковной Малаховке. Одновременно учился в вечерней студии живописца и театрального художника К. Ф. Юона. Написанная им в этот период картина «Девочка с кошкой» была рекомендована на Парижскую международную выставку 1937 года, но от участия в выставке, как и от учёбы в Академии художеств, И. М. Зейтман отказался.
С 1937 года преподавал курс оптики в Московском высшем техническом училище им. Н. Э. Баумана, опубликовал ряд статей. Материалы научных исследований были утрачены в период эвакуации.
В 1959 году вышел на пенсию.

### Семья
Жена — Генеса Давидовна, дочь — Майя.

## Творчество
Во время войны, находясь в эвакуации в Ижевске, продолжал рисовать, нередко на обратной стороне экзаменационных билетов.
В послевоенное время занимался коллекционированием книг по искусству, рисовал; так, в Коктебеле им были созданы пейзажи восточного Крыма. С 1960 года целиком посвятил себя живописи. В 1980-е годы создал композиции по мотивам французских и русских поэтов — Ш. Бодлера, А. Ренье, А. С. Пушкина, А. А. Блока. Среди его произведений много портретов, а также пейзажей России, Крыма, Прибалтики.
В его творчестве прослеживается влияние импрессионизма и постимпрессионизма.
Работы И. М. Зейтмана находятся в музее искусств Феодосии, хранятся в частных коллекциях в России, США, Австрии, Германии и Финляндии. Пять его работ в 1999 году переданы в Третьяковскую галерею.

### Выставки
- выставка художников-любителей (1933);
- персональная выставка (Центральный дом литераторов, 1983);
- персональная выставка (Коктебель, музей М. Волошина, 1990);
- выставки галереи «Станбет» (Москва, 1992; Финляндия, 1993);
- персональная выставка (Калининградская художественная галерея, 1994).

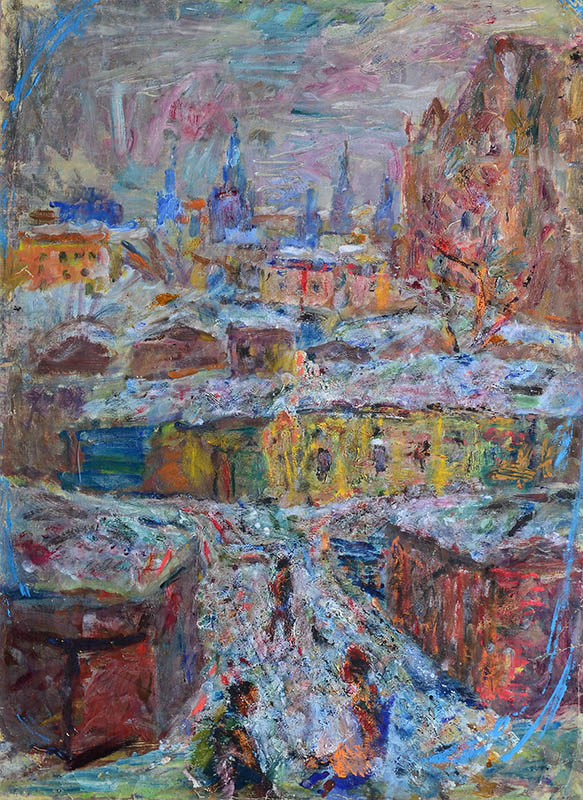
И.М. Зейтман, 1961, Гаражи
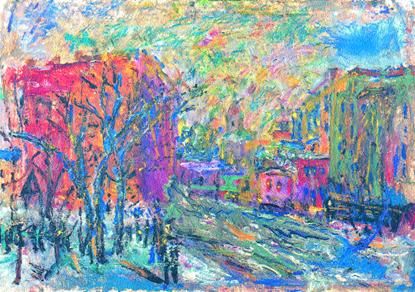
И.М. Зейтман 1963, Остоженка
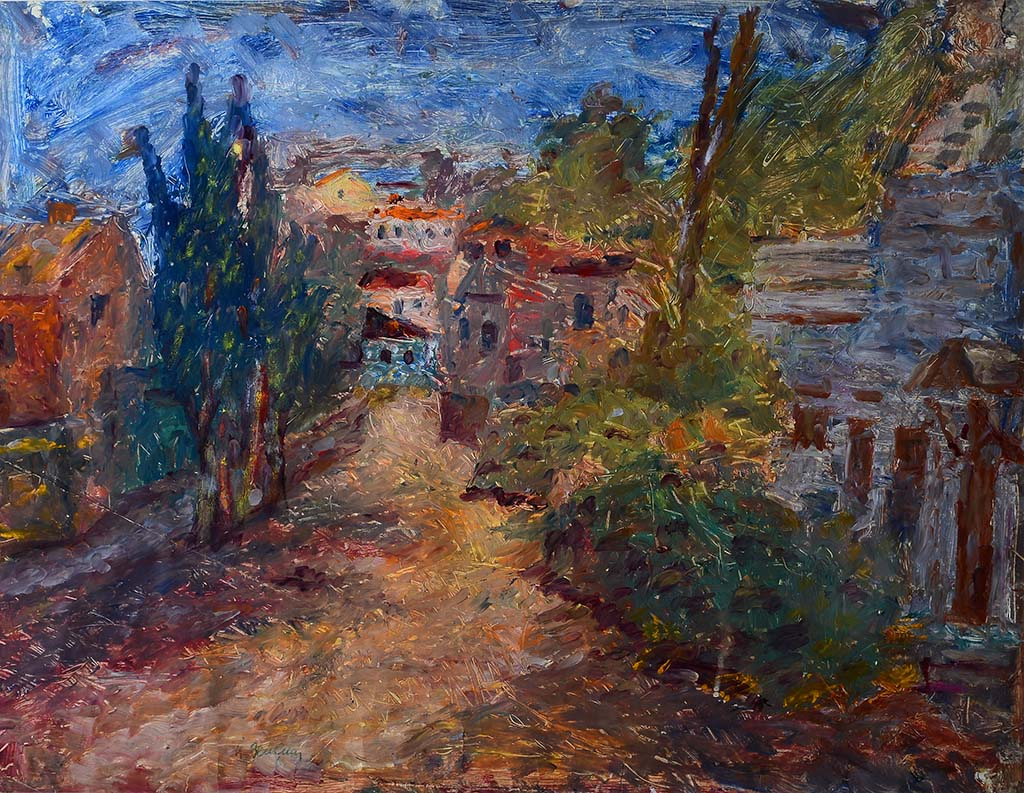
И.М. Зейтман, 1965, Крым
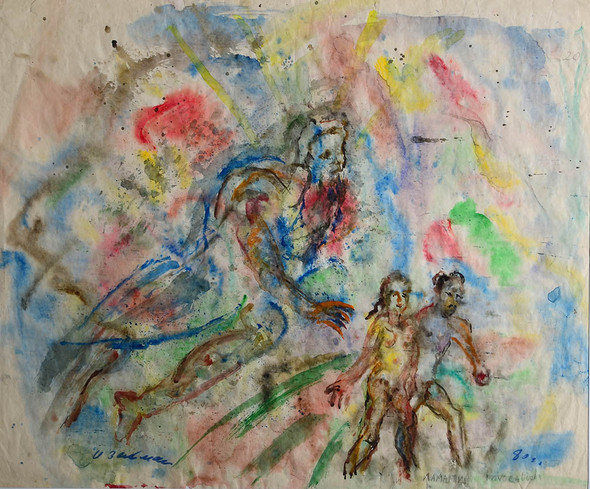
И.М. Зейтман, 1980

## Отзывы
Работы И. Зейтмана высоко оценивали Р. Р. Фальк, А. В. Фонвизин, А. В. Куприн, А. А. Осмёркин.

Зейтман как физик-оптик и как художник оставил для себя только природу и искусство и растворился в них… и вообще все, что бы он ни писал маслом или акварелью, неизменно становилось живописной драгоценностью. При этом он никогда не прибегал к этнографической конкретности и иллюзорной деталировке. Ему достаточно было найти и обозначить природную драгоценность без ремесленной полировки граней.— В. Л. Мейланд, искусствовед (цит. по:)

## Память
- Персональная выставка, приуроченная к 100-летию И. М. Зейтмана (1999)
- Фильм «Время Зейтмана» (Телеканал «Культура», 1999)[2].